# Основни принципи добра
Основни принципи добра (енгл. The Fundamentals of Caring) амерички је друмско-драмедијски филм из 2016. године. Сценариста и редитељ филма је Роб Бернет, а темељи се на роману Џонатана Евинсона. Главне улоге глуме Пол Рад, Крејг Робертс и Селена Гомез. Премијера филма била је на Филмском фестивалу Санденс 29. јануара 2016. године, а објављен је на Netflix-у 24. јуна.

## Улоге
| Глумац         | Улога        |
| -------------- | ------------ |
| Пол Рад        | Бен Бенџамин |
| Крејг Робертс  | Тревор       |
| Селена Гомез   | Дот          |
| Џенифер Или    | Елса         |
| Меган Фергусон | Пичес        |
| Фред Велер     | Боб          |
| Боби Канавале  | Кеш          |
| Џулија Дентон  | Џенет        |